# Ornebius nigripes
Ornebius nigripes är en insektsart som beskrevs av Lucien Chopard 1927. Ornebius nigripes ingår i släktet Ornebius och familjen Mogoplistidae. Inga underarter finns listade i Catalogue of Life.